# Ambassade van China in Suriname
De ambassade van China in Suriname staat aan de Anton Dragtenweg 131 in Paramaribo.
Tijdens de viering van de Surinaamse onafhankelijkheid op 25 november 1975 werd China in Suriname vertegenwoordigd door zijn ambassadeur uit Guyana. Toen werd aangekondigd dat China een van de eerste landen zou zijn die in Suriname een ambassade zou openen. Formeel werden de onderlinge betrekkingen op 26 mei à 28 mei  1976. De ambassade werd medio 1977 in Paramaribo gevestigd